# 森田康夫 (数学者)
森田 康夫（もりた やすお、1945年10月24日 - ）は、日本の数学者、東北大学名誉教授。

## 経歴
和歌山県生まれ。1968年東京大学理学部数学科卒、1970年同大学院博士課程前期修了、1970年東大理学部助手、1976年理学博士、1976年北海道大学理学部講師、78年助教授、1981年東北大学理学部助教授、88年東北大学教授、2009年定年退職、2009東北大学総長特命教授、2016定年退職、2009東北大学名誉教授。
1975年東京大学理学博士 論文の題は「An explicit formula for the dimension of spaces of siegel modular forms of degree two（2次のジーゲル・モジュラー形式のなす空間に対する次元公式）」。  
2004年、センター試験の数学の問題は「計算力」で解けてしまうため「数学力」の判定にはならないという批判を朝日新聞に寄稿した。森田の調査によれば、東北大学が独自に行う二次試験の数学の成績とセンター数学の成績に特に強い相関関係は見られなかったという。

## 著書
- 『代数概論』裳華房 数学選書 1987
- 『基礎数学 整数論』東京大学出版会 1999

### 共編著
- 『高校数学解法事典 改訂版』樋口禎一共編 旺文社 2003
- 『数論への出発』藤崎源二郎、山本芳彦共著 日本評論社 1980
- 『数学基礎コース 数学入門』桑田孝泰共著 サイエンス社 2006
- 『要説線形代数』サイエンス社 数学基礎コース 2011

### 翻訳
- J.デュドネ編『数学史 1700-1900』上野健爾、金子晃、浪川幸彦、山下純一共訳 岩波書店 1985

## 参考
- 『現代日本人名録』2002年